# Lois Maxwell
Lois Maxwell, född 14 februari 1927 i Kitchener, Ontario, död 29 september 2007 i Fremantle, Western Australia, var en kanadensisk-brittisk skådespelerska.
Redan i tonåren begav hon sig till England, där hon studerade vid Royal Academy of Dramatic Art. Åren 1946–1948 hade hon en kort Hollywoodkarriär. Hon medverkade sedan i några italienska filmer innan hon bosatte sig i England. 
Maxwell är mest känd för sin roll som Miss Moneypenny i de 14 första James Bond-filmerna. Hennes sista Bondfilm var Levande måltavla (1985), som också var Roger Moores sista. De ersattes i nästa film, Iskallt uppdrag, av Caroline Bliss respektive Timothy Dalton. 
Förutom i Bondfilmerna medverkade hon bland annat i Stanley Kubricks Lolita (1962) och Robert Wises Shirley Jackson-filmatisering Det spökar på Hill House (1963). Efter sin tid som Moneypenny medverkade hon endast i ett fåtal filmer. Hennes sista film var Terrorns ansikte.
Maxwell flyttade tillbaka till Kanada på 1970-talet och skrev en regelbunden kolumn i tidningen Toronto Sun under namnet Miss Moneypenny. Hon flyttade åter till England 1994 och slutligen till sin sons familj i Fremantle i Australien 2001 efter att ha blivit opererad för cancer. Lois Maxwell bodde där till sin död 2007.

## Filmografi (i urval)
- 1947 – That Hagen Girl
- 1948 – Spegelkorridoren
- 1948 – The Decision of Christopher Blake
- 1950 – I morgon är det för sent
- 1953 – Aida
- 1953 – Mantrap
- 1957 – Kill Me Tomorrow
- 1957 – Min son skall hängas
- 1962 – Lolita
- 1962 – Agent 007 med rätt att döda
- 1963 – Det spökar på Hill House
- 1963 – Agent 007 ser rött
- 1963 – Kom flyg med mig!
- 1964 – Goldfinger
- 1965 – Åskbollen
- 1967 – Man lever bara två gånger
- 1967 – Operation Lillbrorsan
- 1969 – I hennes majestäts hemliga tjänst
- 1971 – Diamantfeber
- 1972 – Oändlig natt
- 1973 – Leva och låta dö
- 1974 – Mannen med den gyllene pistolen
- 1977 – Älskade spion
- 1979 – Moonraker
- 1981 – Ur dödlig synvinkel
- 1983 – Octopussy
- 1985 – Levande måltavla
- 2001 – Terrorns ansikte